# Modinagar
Modinagar est une ville indienne du district de Ghaziabad, dans l'État de l'Uttar Pradesh. Elle est située à 45 km au nord-est de New Delhi, à peu près à mi-distance de Meerut et Ghaziabad. On peut y accéder par la NH-58 (en).
D'après le recensement de 2011, elle compte 130 325 habitants.

## Histoire
La ville est fondée en 1933 par Rai Bahadur Gujar Mal Modi (en). Elle est nommée Begumabad, avant d'être renommée en 1945 sous son nom actuel.